# Dorfkirche Hohenlobbese

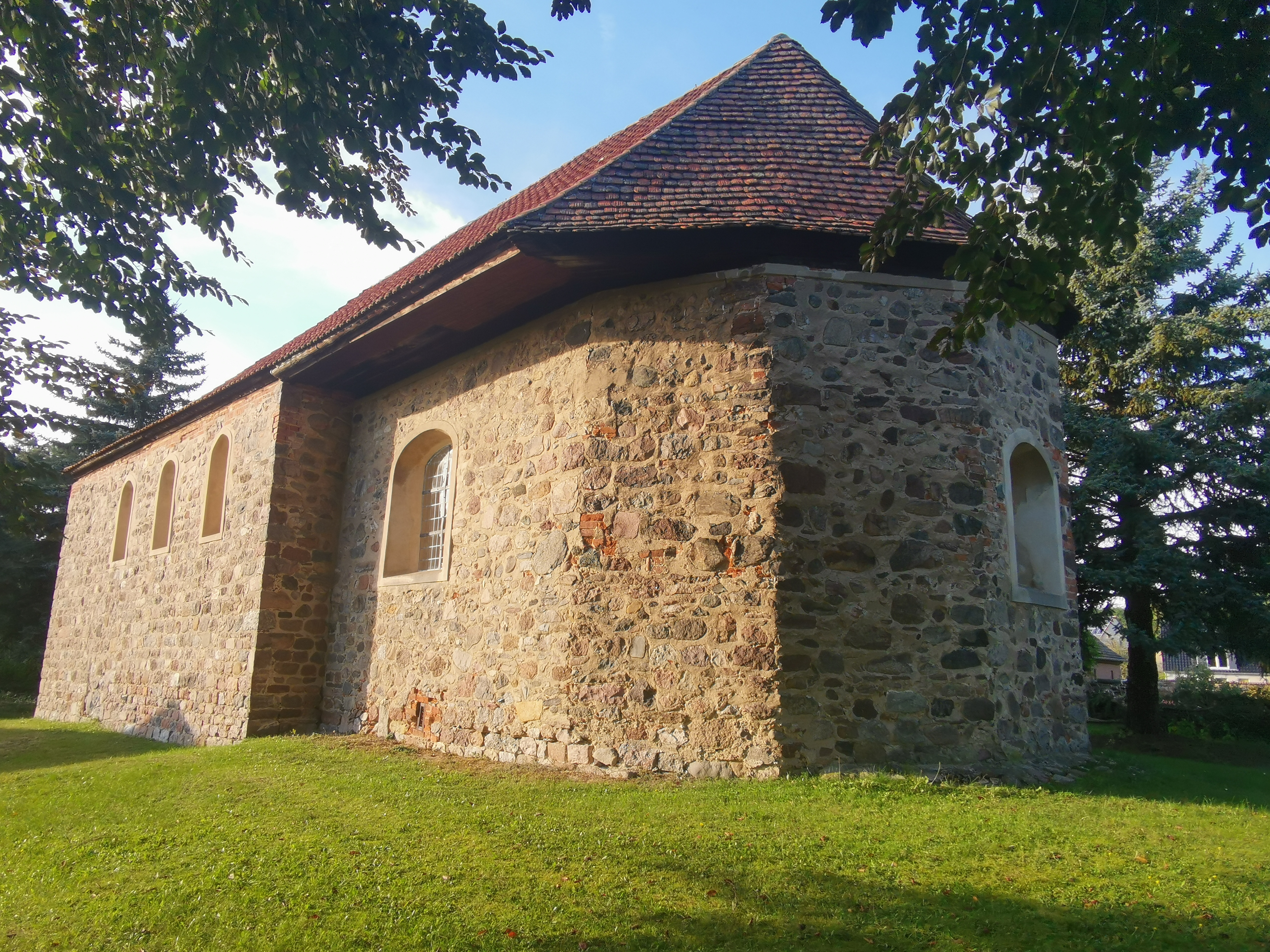
Dorfkirche Hohenlobbese

Die evangelische, denkmalgeschützte Dorfkirche Hohenlobbese steht in Hohenlobbese, einem Ortsteil der Gemeinde Görzke im Landkreis Potsdam-Mittelmark in Brandenburg. Die Kirchengemeinde gehört zum Pfarrbereich Wollin im Kirchenkreis Elbe-Fläming der Evangelischen Kirche in Mitteldeutschland.

## Beschreibung
Die Feldsteinkirche aus einem Langhaus und einem eingezogenen, quadratischem Chor im Osten wurde in der ersten Hälfte des 13. Jahrhunderts gebaut und 1696 erneuert. Dabei wurde der Chor polygonal geschlossen. Das Langhaus und der Chor sind mit einem gemeinsamen Satteldach bedeckt, der Dachüberstand beim Chor wird mit Balken unterstützt. Im Westen ist ein freistehender Glockenstuhl angebaut, in dem eine Kirchenglocke hängt. An der Nordseite befindet sich das barocke Portal, das von Pilastern flankiert und mit einem Segmentgiebel abgeschlossen ist.
Der Innenraum des Langhauses ist mit einer Holzbalkendecke überspannt, die auf einem Unterzug liegt, der in der Mitte von einer hölzernen Stütze getragen wird. Die Kirchenausstattung entstand um 1697. Im Altarretabel sind zwischen gewundenen Säulen Gemälde von der Kreuzigung und der Grablegung, in der Predella ist das Abendmahl zu sehen. An der vierseitigen Brüstung der Kanzel sind die vier Evangelisten dargestellt. Im Chorpolygon befinden sich an den Wänden Epitaphien der Stifter derer von Schierstedt.